# Zlatni studio 2018.
Zlatni studio 2018. je godišnja medijska nagrada u Hrvatskoj koja se po prvi puta održala 27. veljače 2018. godine, a nagrade su dodijeljene za prethodnu godinu.
Dodjela nagrada održana je na zagrepčankom Prisavlju, u studiju HRT-a Anton Marti uz izravni televizijski prijenos na programu HTV-a.
Nagrada Zlatni studio dodijelila se u pet skupina: film, televizija, kazalište, glazba i radio odnosno 20 kategorija.

## Žiri
Ovogodišnji žiri bio je u sastavu:
- film: Romina Peritz, Nenad Polimac, Jurica Pavičić i Zrinko Ogresta
- televizija: Klara Rožman, Božo Sušec, Branko Matutinović
- kazalište: Ivana Mikuličin, Tomislav Čadež i Vinko Brešan
- glazba: Maja Kruhak, Zrinko Tutić, Predrag Martinjak, Ante Gelo
- radio: Tina Premec, Sonja Šarunić, Irina Čulinović.[3]

## Dobitnici i nominirani
Dobitnici nagrade Zlatni studio —       Eliminirani nakon prvog kruga glasovanja

### Film

#### Najbolji filmski glumac
| Nominirani            | Lik      | Film              | Produkcija                    |
| --------------------- | -------- | ----------------- | ----------------------------- |
| Goran Bogdan          | Miran    | Agape             | Telefilm                      |
| Boris Isaković        | Miki     | Muškarci ne plaču | Deblokada                     |
| Janko Popović Volarić | Niko     | Goran             | Antitalent                    |
| Dragan Despot         | Profesor | Mrtve ribe        | Eurofilm (HR), Oktavijan (BA) |
| Leon Lučev            | Valentin | Muškarci ne plaču | Deblokada                     |

#### Najbolja filmska glumica
| Nominirani          | Lik          | Film                | Produkcija |
| ------------------- | ------------ | ------------------- | ---------- |
| Tena Nemet Brankov  | Nika         | Trampolin           | Interfilm  |
| Nina Violić         | Nikina majka | Trampolin           | Interfilm  |
| Daria Lorenci Flatz | Danica       | Agape               | Telefilm   |
| Nataša Janjić       | Lina         | Goran               | Antitalent |
| Lucija Šerbedžija   | Lica         | Oslobođenje Skoplja | Partysans  |

#### Najbolji igrani film
| Nominirani             | Redatelj        | Produkcija      |
| ---------------------- | --------------- | --------------- |
| Goran                  | Nevio Marasović | Antitalent      |
| Uzbuna na Zelenom Vrhu | Čejen Černić    | Kinorama        |
| Muškarci ne plaču      | Alen Drljević   | Deblokada       |
| Kratki izlet           | Igor Bezinović  | Studio Pangolin |
| Agape                  | Branko Schmidt  | Telefilm        |

#### Najbolji dokumentarni ili animirani film
| Nominirani              | Redatelj          | Produkcija                                 |
| ----------------------- | ----------------- | ------------------------------------------ |
| Glasnije od oružja      | Miroslav Sikavica | Factum                                     |
| Život od milijun dolara | Robert Zuber      | Nukleus film                               |
| Neparožderi             | Galina Miklinova  | Total HelpArt (CZ)                         |
| Trst, Jugoslavija       | Alessio Bozzer    | Al Jazeera Balkans, HRT, Missart, Videoest |
| Treći                   | Arsen Oremović    | Interfilm                                  |

### Televizija

#### Najbolji/a TV voditelj/ica
| Nominirani                  | TV emisija         | TV kanal |
| --------------------------- | ------------------ | -------- |
| Rene Bitorajac i Igor Mešin | Supertalent / TLZP | Nova TV  |
| Mirko Fodor                 |                    | HRT      |
| Ivana Paradžiković          | Provjereno         | Nova TV  |
| Zoran Šprajc                | RTL Direkt         | RTL      |
| Mislav Togonal              | Otvoreno           | HRT      |

#### Najbolja domaća serija godine
| Nominirani         | TV kanal |
| ------------------ | -------- |
| Crno-bijeli svijet | HRT      |
| Čista ljubav       | Nova TV  |
| Čuvar dvorca       | HRT      |
| Novine             | HRT      |
| Zlatni dvori       | Nova TV  |

#### Najbolja TV emisija
| Nominirani               | TV kanal |
| ------------------------ | -------- |
| A strana                 | HRT      |
| Dnevnik Nove TV          | Nova TV  |
| Plodovi zemlje           | HRT      |
| Provjereno               | Nova TV  |
| Tvoje lice zvuči poznato | Nova TV  |

#### Najbolji reality show
| Nominirani        | TV kanal |
| ----------------- | -------- |
| Farma             | Nova TV  |
| Ljubav je na selu | RTL      |
| Supertalent       | Nova TV  |
| 3, 2, 1 - kuhaj!  | RTL      |
| Život na vagi     | RTL      |

#### Najbolji/a TV novinar/ka
| Nominirani       | TV kanal |
| ---------------- | -------- |
| Mislav Bago      | HRT      |
| Zrinka Grancarić | HRT      |
| Andrija Jarak    | Nova TV  |
| Zoltan Kabok     | HRT      |
| Ivana Petrović   | Nova TV  |

### Kazalište

#### Najbolja predstava
| Nominirani                                                           | Redatelj              | TV kanal    |
| -------------------------------------------------------------------- | --------------------- | ----------- |
| Mate Matišić: Ljudi od voska                                         | Janusz Kica           | HNK Zagreb  |
| Joёl Pommerat: Ponovno ujedinjenje dviju Koreja                      | Paolo Magelli         | GDK Gavella |
| Filip Šovagović: Tesla Nonimus                                       | Filip Šovagović       | GDK Gavella |
| Vjekoslav Majer, Krešo Golik i Rene Medvešek: Tko pjeva zlo ne misli | Rene Medvešek         | HNK Zagreb  |
| Kristian Novak i Tomislav Zajec: Črna mati zemla                     | Dora Ruždjak Podolski | ZKM         |

#### Najbolji kazališni glumac
| Nominirane     | Uloga                 | Predstava      | Kazalište  |
| -------------- | --------------------- | -------------- | ---------- |
| Goran Grgić    | Viktor                | Ljudi od voska | HNK Zagreb |
| Siniša Popović | Nikola                | Ljudi od voska | HNK Zagreb |
| Milan Pleština | Ante                  | Ljudi od voska | HNK Zagreb |
| Bojan Navojec  | Nikola Aleksejević    | Ivanov         | HNK Zagreb |
| Damir Lončar   | Anton A.S.Dmuhanovski | Revizor        | Komedija   |

#### Najbolja kazališna glumica
| Nominirane         | Uloga        | Predstava                        | Kazalište   |
| ------------------ | ------------ | -------------------------------- | ----------- |
| Alma Prica         | Jasna        | Ljudi od voska                   | HNK Zagreb  |
| Ksenija Marinković | Jevresa      | Ljudi od voska                   | HNK Zagreb  |
| Ksenija Pajić      | više uloga   | Ponovno ujedinjenje dviju Koreja | GDK Gavella |
| Barbara Nola       | više uloga   | Ponovno ujedinjenje dviju Koreja | GDK Gavella |
| Zrinka Cvitešić    | Ana Šafranek | Tko pjeva zlo ne misli           | HNK Zagreb  |

#### Najbolje novo lice u kazalištu i na filmu
| Nominirani          | Uloga                                                     | Predstava / Film                 | Kazalište / Produkcija |
| ------------------- | --------------------------------------------------------- | -------------------------------- | ---------------------- |
| Filip Vidović       | Fadinard                                                  | Talijanski slamnati šešir        | Komedija               |
| Tena Nemet Brankov  | više uloga                                                | Ponovno ujedinjenje dviju Koreja | GDK Gavella            |
| Mia Anočić Valentić | Milkica, četnik, krugovalnik,Laura, najavnik i događajnik | Narodni heroj Ljiljan Vidić      | Kerempuh               |
| Josip Brakus        | Okac                                                      | Narodni heroj Ljiljan Vidić      | Kerempuh               |
| Adrian Pezdirc      | Matija                                                    | Črna mati zemla                  | ZKM                    |
| Nika Ivančić        | Maša Artuković                                            | Egzorcizam                       | Kinogerila             |
| Pavle Čemerikić     | Gabrojel                                                  | Agape                            | Telefilm               |
| Ante Zlatko Stolica | Stola                                                     | Kratki izlet                     | Studio Pangolin        |

### Glazba

#### Najbolja grupa godine
| Nominirani    |
| ------------- |
| Parni valjak  |
| Psihomodo pop |
| Vatra         |
| Opća opasnost |
| Hladno pivo   |

#### Najbolji pjevač godine
| Nominirani        |
| ----------------- |
| Oliver Dragojević |
| Massimo           |
| Tony Cetinski     |
| Gibonni           |
| Željko Bebek      |

#### Najbolja pjevačica godine
| Nominirani   |
| ------------ |
| Nina Badrić  |
| Jelena Rozga |
| Mia Dimšić   |
| Josipa Lisac |
| Severina     |

#### Najbolji hit godine
| Nominirana            | Izvođač(i)            |
| --------------------- | --------------------- |
| Ako voliš ovu ženu    | Oliver & Bebek        |
| Neka ti plove brodovi | Massimo               |
| Laku noć              | Tony Cetinski         |
| Ne pijem, ne pušim    | Jelena Rozga          |
| Sve u meni se budi    | Damir Kedžo & Zsa Zsa |

#### Najbolji koncert godine
| Nominirana    | Mjesto održavanja |
| ------------- | ----------------- |
| Oliverovih 70 | Arena Zagreb      |
| Parni valjak  | Arena Zagreb      |
| Petar Grašo   | Arena Zagreb      |
| Intrade       | Arena Pula        |
| Gibonni       | Arena Zagreb      |

### Radio

#### Najbolji radio godine
| Nominirana      |
| --------------- |
| HR 1            |
| Antena Zagreb   |
| Radio Dalmacija |
| Yammat FM       |
| Narodni radio   |

#### Najbolji radijski glas godine
| Nominirana     | Radio stanica      |
| -------------- | ------------------ |
| Željka Ogresta | HR 2               |
| Joško Bonaći   | Radio Dalmacija    |
| Robert Ferlin  | HRT – Radio Rijeka |
| Mirko Fodor    | HR 2               |
| Tamara Loos    | Antena Zagreb      |

## Vanjske poveznice
- Službene web stranice nagrade Zlatni studio  Arhivirana inačica izvorne stranice od 12. siječnja 2019. (Wayback Machine)